# Abbie Cornish
Abbie Cornish (Lochinvar (New South Wales), 7 augustus 1982) is een Australisch actrice en rapster, ook gekend onder haar rapnaam MC Dusk.
Cornish' eerste aanzienlijke rol was die als Simone Summers in de Australische politieserie Wildside (1997-1999), waarin ze negen afleveringen speelde. Een jaar na afloop speelde ze in de televisiefilm Close Contact, waarna ze in 2000 op het grote scherm debuteerde als Mickey Norris in The Monkey's Mask .
Cornish groeide op samen met drie broers en een zusje op een boerderij in Australië. Ze werd vanaf haar dertiende gevraagd voor modellenwerk en kreeg haar eerste acteerwerk op haar vijftiende. Haar jongere zusje Isabelle Cornish maakte in 2011 haar acteerdebuut en speelde een wederkerend personage in onder meer Home and Away.

## Filmografie
- Dakota (2023)
- Blackout (2022)
- The Virtuoso (2021)
- Where Hands Touch (2018)
- Paris Song (2018)
- Perfect (2018)
- Geostorm (2017)
- Three Billboards Outside Ebbing, Missouri (2017)
- 6 Days (2017)
- The Girl Who Invented Kissing (2017)
- Lavender (2016)
- Solace (2015)
- RoboCop (2014)
- Seven Psychopaths (2012)
- The Girl (2012)
- W.E. (2011)
- Sucker Punch (2011)
- Limitless (2011)
- Legend of the Guardians: The Owls of Ga'Hoole (2010, stem)
- Bright Star (2009)
- Stop-Loss (2008)
- Elizabeth: The Golden Age (2007)
- A Good Year (2006)
- Candy (2006)
- Somersault (2004)
- One Perfect Day (2004)
- Marking Time (2003, televisiefilm)
- Horseplay (2003)
- The Monkey's Mask (2000)
- Close Contact (1999, televisiefilm)

## Televisieseries
*Exclusief eenmalige gastrollen
- Secret Bridesmaids' Business - Melanie (2019, zes afleveringen)
- Jack Ryan - Cathy Mueller (2018, acht afleveringen)[2]
- Klondike - Belinda Mulrooney (2014, zes afleveringen)
- Life Support - Penne (2001, tien afleveringen)
- Outriders - Reggie McDowell (2001, 26 afleveringen)
- Wildside - Simone Summers (1997-1999, negen afleveringen)

## Prijzen
- 2012 - Boston Society of Film Critics Awards - Best Ensemble Cast (gedeeld met de hele cast van Seven Psychopaths)
- 2006 - Film Critics Circle of Australia Award - beste vrouwelijke hoofdrol (in Candy)
- 2005 - Miami Film Festival - Breakthrough Award (voor Somersault)
- 2004 - Australian Film Institute AFI Award - beste vrouwelijke hoofdrol (in Somersault)
- 2004 - Film Critics Circle of Australia Award - beste vrouwelijke hoofdrol (in Somersault)
- 2004 - IF Award - beste actrice (in Somersault)
- 1999 - Australian Film Institute Young Actor's Award (voor Wildside)

- Bibsys: 8025832
- Biblioteca Nacional de España: XX4770206
- Bibliothèque nationale de France: cb15947105x (data)
- Catàleg d'autoritats de noms i títols de Catalunya: 981058527745906706
- Gemeinsame Normdatei: 141389206
- International Standard Name Identifier: 0000 0001 1576 7253
- Library of Congress Control Number: no2008019095
- MusicBrainz: f2907b59-a138-460d-9566-4dab0947db9c
- Nationale Bibliotheek van Tsjechië: xx0077742
- Nationale Bibliotheek van Israël: 987012384959005171
- Nederlandse Thesaurus van Auteursnamen: 294704671
- Istituto Centrale per il Catalogo Unico: RAVV528202
- Système universitaire de documentation: 145556832
- Virtual International Authority File: 85811184
- WorldCat: E39PBJwRYb3fBpmfX7PGVPTyh3